# Cathinka Guldberg
Cathinka Augusta Guldberg, född den 3 januari 1840 i Kristiania (nuvarande Oslo), död där den 22 oktober 1919, var en norsk diakonissa. Hon var dotter till Carl Guldberg, syster till Cato, Axel och Gustav Guldberg.
Cathinka Guldberg var 1866 provsyster vid Kaiserswerth, tjänstgjorde under kriget samma år vid krigslasarettet i Dresden, därefter vid Charitésjukhuset i Berlin och tyska hospitalet i Alexandria samt utnämndes 1868, då den första norska diakonissanstalten upprättades, till dess föreståndarinna. Som sådan inlade hon utomordentlig förtjänst.